# Jiří Štorek
Mgr. Jiří Petr Štorek (11. července 1941 Polička – 28. června 2003, Praha) byl evangelický farář. Během svého života působil ve sborech v Kaplici (což je tzv. kazatelská stanice sboru v Českých Budějovicích), Českém Brodě a od 1. ledna 1986 ve sboru v Praze–Kobylisích. Administroval též sbory na Kladně (v letech 1995–1998), v Libni a v Horních Počernicích.
Jiří Štorek pochází z široké rodiny; měl čtyři sourozence (tři bratry a sestru). Jeho bratr Jaroslav Štorek byl starostou Hlinska. S manželkou měl Jiří Štorek tři děti (dvě dcery a syna). Syn Jakub Štorek je hercem a hudebníkem.

## Pracovní působení
Současně s prací v kobyliském sboru působil Jiří Štorek též v Psychiatrické léčebně v Praze–Bohnicích, v Nadaci Divoké husy (byl zakladatelem její české části), v Diakonii, v Jeronymově jednotě či v seniorátním výboru Pražského seniorátu Českobratrské církve evangelické. Byl i synodálem na synodech.

### Péče o homosexuální křesťany
V prostorách sborového domu umožnil setkávání skupiny homosexuálních křesťanů Logos Praha, přestože z některých sborů přicházely odmítavé postoje, a tato setkání duchovně vedl. Za jeho činnost v této oblasti mu byla roku 2014 in memoriam udělena cena bePROUD za rok 2013 v kategorii Celoživotní přínos.

### Péče o korejské křesťany
Roku 1999 přivedl ke spolupráci kobyliský sbor s korejskými křesťany (především z Jižní Koreje), které pracovní, diplomatické či studijní povinnosti přivedly do České republiky. Zahájil společné ekumenické slavení bohoslužeb, které trvá doposud.

### Přestavba sborového domu vPraze–Kobylisích
Za jeho působení došlo k přestavbě sborového domu v Praze–Kobylisích, který dostal pojmenování Kostel U Jákobova žebříku, včetně výstavby zvonice se dvěma zvony z dílny Rudolfa Manouška. Došlo též k výstavbě nových píšťalových varhan.

### Vystoupení vrozhlase a televizi
Jiří Štorek též několikrát vystoupil v rozhlasových či televizních pořadech zaměřených především na náboženskou nebo homosexuální tematiku.